# De Jong (geslacht)

De Jong (ook: De Jong van Beek en Donk, De Josselin de Jong en: van Loghem de Josselin de Jong) is een uit Drunen afkomstig geslacht waarvan leden sinds 1831 tot de Nederlandse adel behoren.

## Geschiedenis
De bewezen stamreeks begint met Jan Jan Petersz de Jong die met zijn echtgenote in 1640 testeerde en voor 1 mei 1649 overleed. Zijn zoon werd schepen en burgemeester van Drunen. Zijn achterkleinzoon Gerard (1685-1770) verwierf de heerlijkheid Beek en Donk en trouwde in 1714 met Johanna Judith Josselin (1687-1768). Hierna ontstonden takken met de namen De Jong van Beek en Donk en De Josselin de Jong.
Een kleinzoon van Gerard werd bij Koninklijk Besluit van 30 juni 1831 verheven in de Nederlandse adel.
De familie werd in 1917 opgenomen in het genealogische naslagwerk Nederland's Patriciaat; heropnames volgden in 1940 en 1966.

## Enkele telgen
Gerard de Jong, heer van Beek en Donk en Frisselstein (1685-1770), drossaard van Croy, Stiphout en Vlierden; trouwde in 1714 met Johanna Judith Josselin (1687-1768)
- Benjamin de Jong, heer van Beek en Donk en Frisselstein (1726-1808), erfsecretaris van Veghel en Erp
  - Mr. Gerard de Jong (1757-1837), lid rechtbank van 1e aanleg te 's-Hertogenbosch
    - Benjamin Anne de Jong (1784-1819), secretaris van stad en lande van Ravenstein, notaris te Werkendam
      - Mr. Philip de Josselin de Jong (1818-1869), griffier kantongerecht te Gorinchem
        - Johan Hendrik Adolf de Josselin de Jong (1857-1932), burgemeester van Overschie

    - Jan de Jong (1787-1855), burgemeester en notaris te Oirschot
      - Gijsbertus Gerard de Jong (1817-1892), notaris te Heusden
        - Jacobus Gertrudis de Josselin de Jong (1858-1937), kolonel militaire administratie
          - Elsa de Josselin de Jong (1891); trouwde in 1917 met prof. dr. Otto de Vries (1881-1948), hoogleraar Scheikunde
          - Frank de Josselin de Jong (1894), conservator Centraal Bureau voor Genealogie

      - Benjamin Philippus de Jong (1827-1869), notaris te Oirschot
        - Jan de Josselin de Jong (1858-1939), leraar Engels
          - Prof. dr. Jan Petrus Benjamin de Josselin de Jong (1886-1964), conservator Rijksmuseum Volkenkunde, hoogleraar in de algemene volkenkunde te Leiden
          - Theodoor Herminus Joannes de Josselin de Jong (1887-1965), sinoloog, secretaris-tolk Nederlandse legatie te Peking, ambassaderaad
            - Prof. dr. Patrick Edward de Josselin de Jong (1922-1999), hoogleraar culturele antropologie te Leiden

    - Petrus de Josselin de Jong, heer van Logtenburg (1789-1869), notaris te Sint-Oedenrode
      - Daniel de Josselin de Jong (1825-1881), notaris te Sint-Oedenrode
        - Pieter de Josselin de Jong (1861-1906), kunstschilder
          - Eskaline de Josselin de Jong (1899-1994), voorzitter International Federation of Women's Hockey Associations
          - Gisbert de Josselin de Jong (1900-1994), radioverslaggever

        - Justinus Cornelis Jan Benjamin Anne de Josselin de Jong (1862-1937), generaal-majoor titulair
        - Prof. dr. Rodolph de Josselin de Jong (1868-1958), hoogleraar te Utrecht, hofarts van koningin Wilhelmina
          - Kitty Henriette Rodolpha de Josselin de Jong (1903-1991), letterkundige
          - Mr. Rohan de Josselin de Jong (1904-1992), directeur N.V. Droogdok Mij. Tandjong Priok te Rotterdam
            - Fanny de Josselin de Jong (1930); trouwde in 1955 met mr. Franz Italianer (1921-1999), topambtenaar op het ministerie van Buitenlandse Zaken
              - Dr. Alexander Italianer (1956), topambtenaar bij de Europese Commissie

        - Prof. Gerard de Josselin de Jong (1870-1925), hoogleraar KMA
        - Philippus de Josselin de Jong (1873-1956), majoor titulair, adjudant van koningin Wilhelmina en koningin Juliana
          - Prof. dr. ir. Gerard de Josselin de Jong (1915-2012), hoogleraar te Delft

      - Gerard Willem de Josselin de Jong (1827-1913), notaris te Zutphen; trouwde in 1860 Maria Elisabeth van Loghem (1840-1922)
        - Mr. Hendrik van Loghem de Josselin de Jong (1864-1941), rechter
          - Cornelius Joannes van Loghem de Josselin de Jong (1901-1952), laatste telg met de naam van Loghem de Josselin de Jong

      - Jan Benjamin Anne de Josselin de Jong (1830-1910), viceadmiraal; trouwde in 1865 met zijn achternicht jkvr. Albertina Johanna Albertha de Jong van Beek en Donk (1840-1930)

  - Jhr. mr. Johannes de Jong van Beek en Donk, heer van Beek en Donk (1758-1846), erfsecretaris van Veghel en Erp, lid gedeputeerde staten van Noord-Brabant
    - Jhr. Benjamin de Jong van Beek en Donk (1805-1890), luitenant-kolonel
      - Jkvr. Albertina Johanna Albertha de Jong van Beek en Donk (1840-1930); trouwde in 1865 met haar achterneef Jan Benjamin Anne de Josselin de Jong (1830-1910), viceadmiraal
      - Jhr. Ir. Christiaan Joannes de Jong van Beek en Donk (1847-1912), hoofdingenieur Rijkswaterstaat
        - Jhr. mr. dr. Benjamin de Jong van Beek en Donk (1881-1948), correspondent volkenbondszaken van binnen- en buitenlandsche bladen
        - Jhr. mr. Herman de Jong van Beek en Donk (1885-1918), advocaat, burgemeester van Beilen

    - Jhr. mr. Jan Olphert de Jong van Beek en Donk (1806-1886), president gerechtshof te Utrecht, lid Tweede Kamer der Staten-Generaal
      - Jhr. mr. Johan Jan François de Jong van Beek en Donk (1834-1890), procureur-generaal gerechtshof te 's-Hertogenbosch
        - Jkvr. Cecile Wilhelmina Elisabeth Jeanne Petronella de Jong van Beek en Donk (1866-1944), schrijfster; trouwde in 1890 met de zakenman mr. Adriaan Eliza Herman Goekoop (1859-1914)
        - Jhr. Jan Olphert de Jong van Beek en Donk (1863-1935), burgemeester van Beek en Donk, gouverneur van Curaçao, bewoonde huis Eijckenlust te Beek en Donk
          - Jhr. Jan Franciscus Willem de Jong van Beek en Donk (1897-1965), kapitein-ter-zee
            - Jhr. Jan Olphert de Jong van Beek en Donk (1934-2004), 1e stuurman koopvaardij, bewoonde huis Eijckenlust
              - Jhr. Jan Frans Willem de Jong van Beek en Donk (1971), werktuigbouwkundige, bewoner van huis Eijckenlust

        - Jkvr. Wilhelmina Elisabeth Petronella Cornelia (Elsa) de Jong van Beek en Donk (1868-1938); trouwde in 1896 met dr. Alphonse Joannes Maria Diepenbrock (1862-1921), componist
          - Joanna Diepenbrock (1905-1966); bleef ongehuwd, had een langlopende relatie met Jan Engelman (1900-1972), dichter
          - Dorothea Anna Maria (Thea) Diepenbrock (1907-1995); trouwde in 1946 met Matheas Christianus Franciscus van der Meulen (1888-1967), componist

      - Jkvr. Elisabeth Johanna Judith de Jong van Beek en Donk (1835-1854)
      - Jhr. François Andries de Jong van Beek en Donk (1839-1910); trouwde in 1887 met Henrica barones van Hugenpoth tot den Berenclaauw (1852-1934)
      - Jkvr. Petronella Cornelia de Jong van Beek en Donk (1841-1908)

  - Mr. Gisbertus de Jong, heer van Beek en Donk (1760-1794), advocaat

Geslachten die opgenomen zijn in het sinds 1910 verschijnende genealogische naslagwerk Nederland's Patriciaat. Lijst volgens opgave van het CBG Centrum voor familiegeschiedenis.
A · B · C · D · E · F · G · H · I · J · K · L · M · N · O · P · Q · R · S · T · U · V · W · Y · Z